# Karachanidische Literatur
Die karachanidische Literatur ist die Literatur, die ausgehend vom Reich der Karachaniden im 11. und 12. Jahrhundert in Zentralasien in einer dem Alttürkischen nahe stehenden Sprache entstanden ist. Die türkische Sprache dieser Literaturzeugnisse wird als Karachanidisch bezeichnet. Als die damalige gemeinsame Schriftsprache der islamisch-türkischen Welt hat das Karachanidische eine Vielzahl von Dokumenten hinterlassen und die gemeinsame Schriftsprache späterer Turksprachen nachhaltig beeinflusst. Die erhaltenen Sprachdenkmäler sind sehr wichtig in Bezug auf die türkische Sprach- und Literaturgeschichte, da die Werke aus dieser Zeit Auskunft über den historischen Entwicklungsprozess des Türkischen sowie über den seinerzeit erfolgten türkischen Kulturwandel hin zum Islam geben. 

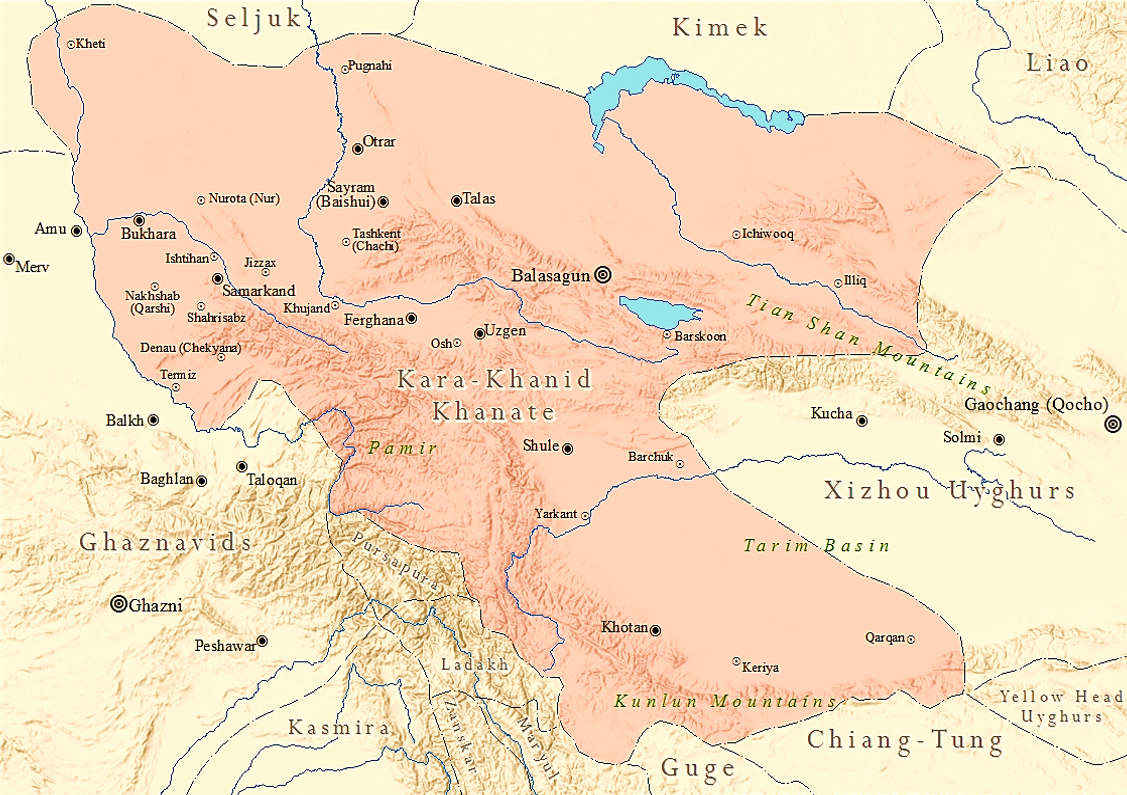
Karte des Karachanidenstaates in den Grenzen von 1006 (nach: The Historical Atlas of China von Tan Qixiang) – mit den Orten (alphabetisch): Balasagun, Barchuk, Barskoon, Bukhara, Denau (Chekyana), Ferghana, Ichiwooq, Illiq, Ishtihan, Jizzax, Keriya, Kheti, Khotan, Khujand, Nakshab (Qarshi), Nurota (Nur), Osh, Otrar, Pugnahi, Qarqan, Samarkand, Sayram (Baishui), Shahrisabz, Shule, Talas, Tashkent (Chachi), Termiz, Uzgen, Yarkant; umgeben von den Staaten bzw. Gebieten (im Uhrzeigersinn) der Seldschuken, Kimek, Liao, Xizhou-Uiguren (Xizhou Huigu), Gelbkopf-Uiguren (Huangtou Huihe), Chiang-Tung, Guge, Maryul, Ladakh, Pursapura, Ghaznawiden und nicht unmittelbar angrenzend im Südwesten: Kaschmir und Zanskar. (Das Khanat der Karachaniden war seit ungefähr den 1040er Jahren in ein Östliches Khanat und ein Westliches Khanat gespalten.)

## Geschichte
Ab dem 11. Jahrhundert begannen im Karachanidenstaat Autoren mit der schriftlichen Wiedergabe der zuvor nur mündlich tradierten Literatur in der dort verwendeten türkischen Sprache. Die karachanidische Sprache des 11. und 12. Jahrhunderts ist eine Frühstufe der islamischen mitteltürkischen Literatursprache Mittelasiens. Die Islamisierung der Karachaniden und ihrer türkischen Untertanen spielte eine große Rolle bei der kulturellen Entwicklung der türkischen Kultur. Im späten 10. und frühen 11. Jahrhundert wurden zum ersten Mal in der Geschichte der Turkvölker die Tafsīre, die Kommentare zum Koran, in die türkische Sprache übersetzt. Zu dieser Zeit erschienen in Zentralasien wichtige literarische Werke in türkischer Sprache, an erster Stelle der Fürstenspiegel Das glückliche Wissen (Kutadgu bilig) von Yusuf Balasaguni aus dem Jahr 1069 (das erste schriftliche osttürkische Werk gilt als erstes islamisches Literaturwerk auf Türkisch, es ist in der poetischen Form masnawī verfasst, einer Versform der iranischen Literatur), der (ihm zugeschriebene) Diwan von Ahmed Yesevi (einem bedeutenden Vertreter der islamischen Mystik auf den die sufistische Lehre des Yesevi-Sufiordens zurückgeht), Einweihung in die Wahrheit von Ahmad Yunaki (worin Fragen der Ethik und der Religion behandelt werden). Der Gelehrte Mahmud al-Kaschgari aus dem 11. Jahrhundert legte den Grundstein für die türkische Linguistik. Er führte die Namen vieler Turkstämme Zentralasiens auf. Sein Wörterbuch der türkischen Dialekte (Dīwān lughāt at-turk) wurde von ihm in den Jahren 1072–1074 zusammengestellt. Darin präsentierte er die wichtigsten Gattungen der türkischen Folklore, rituelle und lyrische Lieder, Auszüge aus heroischen Epen, historische Erzählungen und Legenden (über den Feldzug Alexanders des Großen in der Region der Tschigil-Türken), mehr als 400 Sprichwörter, Redensarten und mündliche Aussprüche.

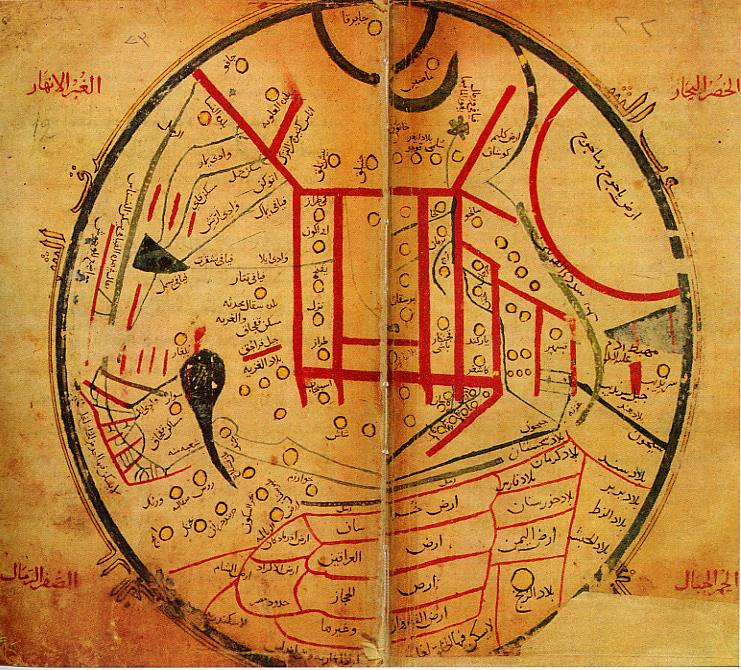
Al-Kāschgharīs nach Osten ausgerichtete Weltkarte aus seinem Dīwān lughāt at-turk zeigt rund um die karachanidische Residenzstadt Balasagun als Mittelpunkt eine Auswahl von Ländern, Städten und Völkern, Bergen, Flüssen und Seen der ihm bekannten, von einem Ozean kreisförmig umschlossenen Welt, wobei „das Gebiet der beiden Irak“ im unteren Bereich oberhalb des Hedschas eingezeichnet ist.

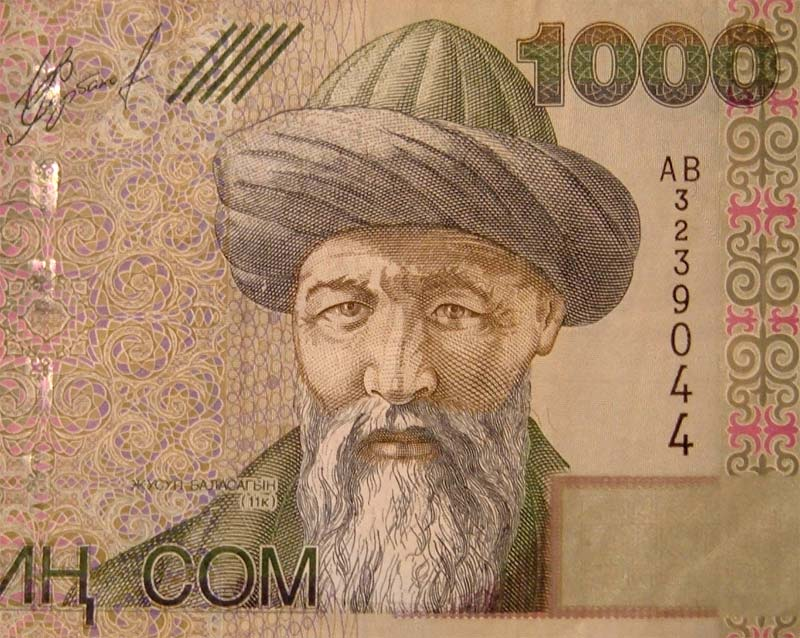
Yusuf Balasaguni (11. Jhd.) auf einer kirgisischen 1000-Som-Banknote

Aus einigen literarischen Werken ist ersichtlich, dass die morphologischen Merkmale der arabischen und persischen Literatur verwendet werden.
Das wissenschaftliche und literarische Zentrum von Mawara’annahr wurde am Hof der Karachaniden in Samarkand gegründet. Quellen über die Geschichte des Karachanidenstaates sind größtenteils nicht erhalten geblieben. Es sind nur einige Titel dieser historischen Werke bekannt. Die Informationen darüber haben uns nur in den Werken arabischer und persischer Autoren erreicht, die außerhalb des Khanats schrieben. Das Werk Tarich-i Kaschgar von einem der Historiker der Karachanidenzeit ist nur in kleinen Fragmenten von Dschamal Karschi (13. Jahrhundert) bekannt.

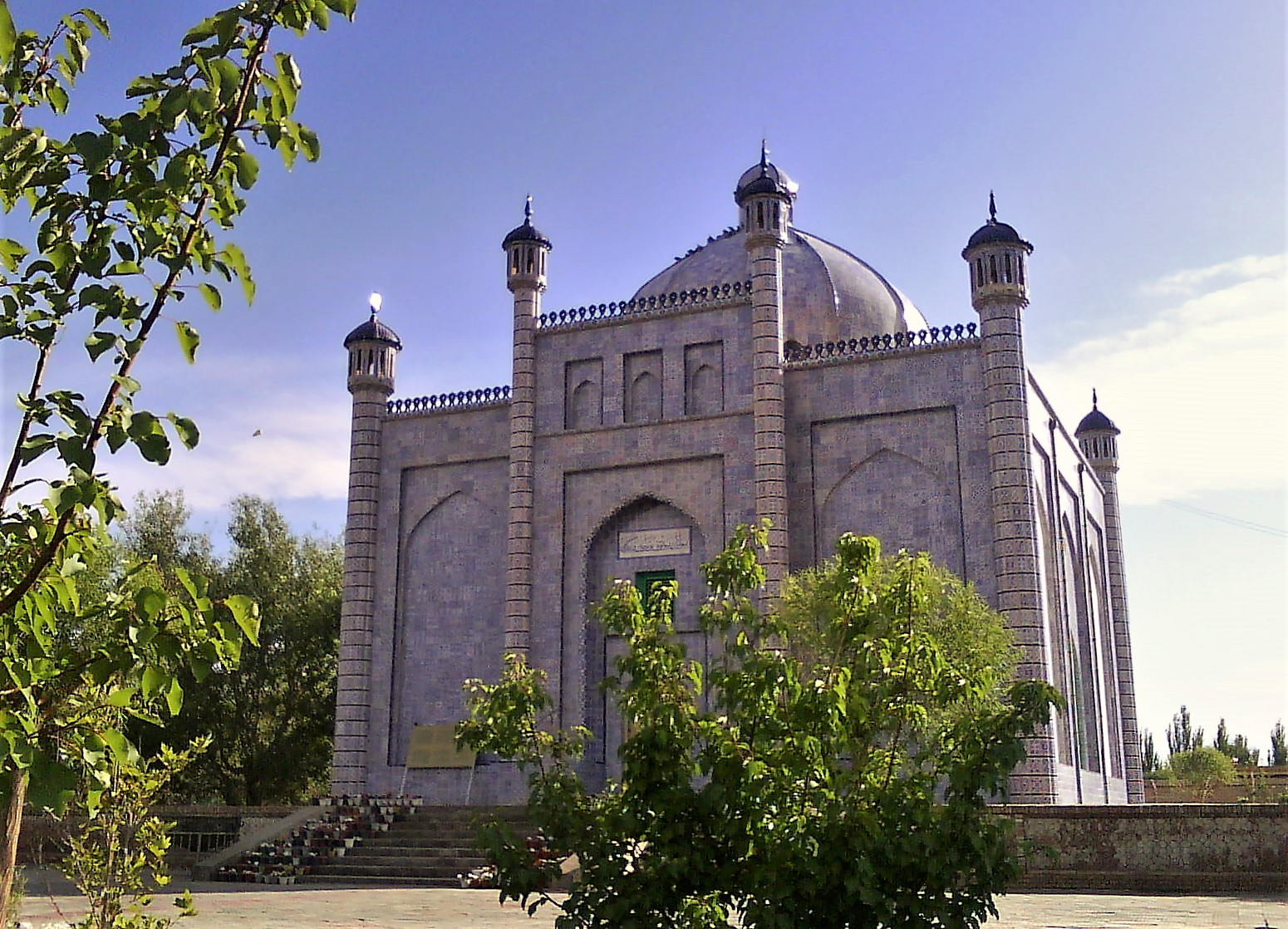
Mazār-Grabmal des Satoq Bugra Khan in Artux

Einer der berühmtesten Gelehrten war der Historiker Madschid ad-Din as-Surchakati, der in Samarkand eine Geschichte Turkestans verfasste, in der die Geschichte der Karachaniden-Dynastie dargelegt wurde.

## Zitat
Dem Autor Alimschan Tiliwaldi zufolge stellt die karachanidische Literatur 

«[В принципе караханидская литература] представляет промежуточную форму в эволюции классической тюркской литературы исламского содержания. Это подтверждается наличием в литературе караханидов синкретических форм словесности (жанровых, стихотворных), идейного эклектизма (философии аскетизма, о непостоянстве мира и неизбежности смерти, об идеальном городе и т.п.), разнообразных поэтических стилей (арузная поэтика, анаграммическая поэзия и силлабические размеры), а также единства музыки и песенного творчества в поэзии»

„[...] im Prinzip eine Zwischenform in der Entwicklung der klassischen türkischen Literatur mit islamischem Inhalt dar. Dies wird durch das Vorhandensein synkretistischer Literaturformen (genrebasiert, versbasiert), ideologischen Eklektizismus (Philosophie der Askese, über die Unbeständigkeit der Welt und die Unvermeidlichkeit des Todes, über eine Idealstadt usw.), verschiedene poetische Stile (aruz-Prosodie, anagrammatische Poesie und syllabische Maße) und die Einheit von Musik und Liedtexten in der Poesie bestätigt.“